# Ramon Wipfli
Ramon Wipfli (30 de junho de 2004) é um desportista suíço que compete em atletismo, especialista nas corridas de médiofundo. Nos Jogos Europeus de 2023 conseguiu uma medalha de ouro na prova de 800 m.

## Palmarés internacional
| Jogos Europeus | Jogos Europeus | Jogos Europeus  | Jogos Europeus |
| Ano            | Lugar          | Medalha         | Prova          |
| -------------- | -------------- | --------------- | -------------- |
| 2023           | Chorzów        | Medalha de ouro | 800 m          |